# Sivry-Courtry
Sivry-Courtry är en kommun i departementet Seine-et-Marne i regionen Île-de-France i norra Frankrike. Kommunen ligger i kantonen Le Châtelet-en-Brie som tillhör arrondissementet Melun. År 2022 hade Sivry-Courtry 1 108 invånare.

## Befolkningsutveckling
Antalet invånare i kommunen Sivry-Courtry
| Referens: INSEE |